# Wełyka Biłozerka
Wełyka Biłozerka – wieś w obwodzie zaporoskim Ukrainy, siedziba władz rejonu wełykobiłozerskiego.
Liczy ponad 8 tysięcy mieszkańców.